# 米哈伊尔·韦科维谢夫
米哈伊尔·德米特里耶维奇·韦科维谢夫（俄语：Михаил Дмитриевич Вековищев，1998年8月5日—）来自卡卢加州奥布宁斯克，是一名俄罗斯男子游泳运动员，主攻自由泳和蝶泳。他于2015年欧洲运动会完成了个人的国际大赛首秀，他在参加的三个小项上均止步预赛。2016年，他在欧洲青年游泳锦标赛上收获两枚金牌和两枚银牌，这是他首次在国际青年赛事上收获奖牌。2016年12月，他进入世界短池游泳锦标赛俄罗斯队名单，首次参加国际成年级主要赛事，比赛中他一共收获两枚金牌。